# Virginia Vee
Pour les articles homonymes, voir Vee.
Virginia Vee, de son vrai nom Virginia Peters, est une chanteuse américaine née à Santa Monica (Californie) le 28 décembre 1923 et morte le 9 juin 2010 à Paris. Elle a commencé sa carrière en formant avec deux de ses sœurs le trio des Peters Sisters.

## Biographie
Elle commence sa carrière en 1937 avec ses sœurs, et joue dans plusieurs comédies musicales, jusqu'à la disparition du groupe en 1963.
En 1963, sa sœur Mattie décède d'une crise cardiaque. Virginia poursuit une carrière solo sous le nom de Virginia, puis Virginia Vee.
Elle a participé à l'Opéra d'Aran, ambitieux projet de Gilbert Bécaud, et obtenu un succès d'estime avec une reprise des Bee Gees en 1969 de I Can't See Nobody.
Virginia est souvent apparue dans les émissions de variétés des années 1960 et 1970, chez Guy Lux.
En 1976, elle sort son dernier disque.
En 1982, Virginia enregistre le thème principal du long-métrage d'animation d’Albert Barillé Il était une fois... l'Espace : la revanche des Humanoïdes, sur une musique de Michel Legrand.
Elle meurt le 9 juin 2010 à Paris. Son fils, guitariste de rue à Montmartre sous le nom de Didier Hendrix, la rejoint en 2018.

## Discographie
22 disques :
- 1956 : Comme tu me plais - Les Peters Sisters Vol 1
- 1957 : Nobody Knows the Trouble I Have Seen - Les Peters Sisters Vol 2
- 1957 : Mais ça change tout - Les Peters Sisters Vol 3
- 1957 : Saint Louis Blues - Les Peters Sisters Vol 4
- 1958 : Amour de Saint-Tropez - Les Peters Sisters Vol 5
- 1963 : Ils s'aimaient - Virginia
- 1963 : Demain peut-être - Virginia
- 1964 : No-No-No
- 1965 : Trois chambres à Manhattan (B.O.Film)
- 1965 : Je ne veux plus te voir ici
- 1965 : Le Temps de la bohème
- 1966 : Because me love est à Paris
- 1967 : Symphonie
- 196? : I Feel Free
- 1969 : I Can't See Nobody
- 196? : Donne-moi de ton soleil
- 197? : La Tour Eiffel s'amuse
- 197? : Kilburns tower
- 1970 : Ne pleure plus
- 1974 : Hey, Baby Sing With Me
- 1976 : Ô mon amour
- 1988 : Fly Like a Bird Again

## Filmographie
- 1965 : Trois chambres à Manhattan de Marcel Carné : la chanteuse noire
- 1965 : Lattitude 64, téléfilm d'Albert Dumortier et Bob Sentroul : une chanteuse